# Bernard Herrmann
Bernard Herrmann (nascido Maximillian Herman; Nova Iorque, 29 de julho de 1911 —  Los Angeles, 24 de dezembro de 1975), foi um compositor e maestro americano. Como maestro, ele defendeu a música de compositores menos conhecidos. Ele é amplamente considerado como um dos maiores compositores de cinema.
Vencedor do Oscar (por The Devil and Daniel Webster, 1941; mais tarde renomeado para All That Money Can Buy ), Herrmann é conhecido principalmente por suas colaborações com o diretor Alfred Hitchcock, mais famosamente em Psycho, North by Northwest, The Man Who Knew Too Much e Vertigo. Ele também compôs trilhas sonoras para muitos outros filmes, incluindo Citizen Kane, Taxi Driver de Martin Scorsese, Anna and the King of Siam de John Cromwell, The Day the Earth Stood Still de Robert Wise, The Ghost and Mrs. Muir de Joseph L. Mankiewicz, Cape Fear de J. Lee Thompson, Taxi Driver de Martin Scorsese e em Fahrenheit 451 de François Truffaut. Ele trabalhou extensivamente em dramas de rádio (compondo para Orson Welles), compôs as trilhas sonoras de vários filmes de fantasia de Ray Harryhausen e muitos programas de TV, incluindo The Twilight Zone de Rod Serling e Have Gun – Will Travel.

## Partituras de filmes
| Ano  | Título                                                                    | Diretor              | Notas                                                                     |
| ---- | ------------------------------------------------------------------------- | -------------------- | ------------------------------------------------------------------------- |
| 1941 | Citizen Kane                                                              | Orson Welles         | Indicado ao Oscar                                                         |
| 1941 | The Devil and Daniel Webster também conhecido como All That Money Can Buy | William Dieterle     | Vencedor do Oscar                                                         |
| 1942 | The Magnificent Ambersons                                                 | Orson Welles         | Não creditado (a pedido próprio); dicas adicionais compostas por Roy Webb |
| 1943 | Jane Eyre                                                                 | Robert Stevenson     |                                                                           |
| 1945 | Hangover Square                                                           | John Brahm           |                                                                           |
| 1946 | Anna and the King of Siam                                                 | John Cromwell        | Indicado ao Oscar                                                         |
| 1947 | The Ghost and Mrs. Muir                                                   | Joseph L. Mankiewicz |                                                                           |
| 1948 | Portrait of Jennie                                                        | William Dieterle     |                                                                           |
| 1951 | The Day the Earth Stood Still                                             | Robert Wise          | Indicado ao Globo de Ouro                                                 |
| 1951 | On Dangerous Ground                                                       | Nicholas Ray         |                                                                           |
| 1952 | 5 Fingers                                                                 | Joseph L. Mankiewicz |                                                                           |
| 1952 | The Snows of Kilimanjaro                                                  | Henry King           |                                                                           |
| 1953 | White Witch Doctor                                                        | Henry Hathaway       |                                                                           |
| 1953 | Beneath the 12-Mile Reef                                                  | Robert Webb          |                                                                           |
| 1953 | King of the Khyber Rifles                                                 | Henry King           |                                                                           |
| 1954 | Garden of Evil                                                            | Henry Hathaway       |                                                                           |
| 1954 | The Egyptian                                                              | Michael Curtiz       | Co-compositor: Alfred Newman                                              |
| 1954 | Prince of Players                                                         | Philip Dunne         |                                                                           |
| 1955 | The Trouble with Harry                                                    | Alfred Hitchcock     |                                                                           |
| 1955 | The Kentuckian                                                            | Burt Lancaster       |                                                                           |
| 1956 | The Man Who Knew Too Much                                                 | Alfred Hitchcock     | (cameo - Maestro / ele mesmo), sem créditos                               |
| 1956 | The Man in the Gray Flannel Suit                                          | Nunnally Johnson     |                                                                           |
| 1956 | The Wrong Man                                                             | Alfred Hitchcock     |                                                                           |
| 1956 | Williamsburg: the Story of a Patriot                                      | George Seaton        |                                                                           |
| 1957 | A Hatful of Rain                                                          | Fred Zinnemann       |                                                                           |
| 1958 | Vertigo                                                                   | Alfred Hitchcock     |                                                                           |
| 1958 | The Naked and the Dead                                                    | Raoul Walsh          |                                                                           |
| 1958 | The 7th Voyage of Sinbad                                                  | Nathan H. Juran      |                                                                           |
| 1959 | North by Northwest                                                        | Alfred Hitchcock     |                                                                           |
| 1959 | Blue Denim                                                                | Philip Dunne         |                                                                           |
| 1959 | Journey to the Center of the Earth                                        | Henry Levin          |                                                                           |
| 1960 | Psycho                                                                    | Alfred Hitchcock     |                                                                           |
| 1960 | The 3 Worlds of Gulliver                                                  | Jack Sher            |                                                                           |
| 1961 | Mysterious Island                                                         | Cy Endfield          |                                                                           |
| 1962 | Tender Is the Night                                                       | Henry King           |                                                                           |
| 1962 | Cape Fear                                                                 | J. Lee Thompson      |                                                                           |
| 1963 | Jason and the Argonauts                                                   | Don Chaffey          |                                                                           |
| 1963 | The Birds                                                                 | Alfred Hitchcock     |                                                                           |
| 1964 | Marnie                                                                    | Alfred Hitchcock     |                                                                           |
| 1965 | Joy in the Morning                                                        | Alex Segal           |                                                                           |
| 1966 | Torn Curtain                                                              | Alfred Hitchcock     |                                                                           |
| 1966 | Fahrenheit 451                                                            | François Truffaut    |                                                                           |
| 1968 | The Bride Wore Black                                                      | François Truffaut    |                                                                           |
| 1968 | Twisted Nerve                                                             | Roy Boulting         | tema principal apresentado em Kill Bill: Volume 1 (2003)                  |
| 1969 | Battle of Neretva                                                         | Veljko Bulajić       |                                                                           |
| 1971 | The Night Digger                                                          | Alastair Reid        |                                                                           |
| 1971 | Endless Night                                                             | Sidney Gilliat       |                                                                           |
| 1972 | Sisters                                                                   | Brian De Palma       |                                                                           |
| 1974 | It's Alive                                                                | Larry Cohen          |                                                                           |
| 1976 | Obsession                                                                 | Brian De Palma       | Indicado ao Oscar; Lançamento póstumo                                     |
| 1976 | Taxi Driver                                                               | Martin Scorsese      | Indicado ao Oscar e ao Grammy; Vencedor do BAFTA; Lançamento póstumo      |
| 1978 | It Lives Again                                                            | Larry Cohen          | Temas originais de It's Alive; arranjado e conduzido por Laurie Johnson   |

## Partituras de televisão
Para The Twilight Zone:
- Temas de abertura e encerramento (usados apenas durante a temporada 1959-1960)
- Where Is Everybody? (exibido pela primeira vez em 2 de outubro de 1959)
- Distância a pé (exibido pela primeira vez em 30 de outubro de 1959)
- The Lonely (exibido pela primeira vez em 13 de novembro de 1959)
- Eye of the Beholder (exibido pela primeira vez em 11 de novembro de 1960)
- Little Girl Lost (exibido pela primeira vez em 16 de março de 1962)
- Living Doll (exibido pela primeira vez em 1 de novembro de 1963)

Para Alfred Hitchcock Hour:
- A Home Away from Home (exibido pela primeira vez em 27 de setembro de 1963)
- Terror at Northfield (exibido pela primeira vez em 11 de outubro de 1963
- You'll Be the Death of Me (exibido pela primeira vez em 18 de outubro de 1963)
- Nothing Ever Happens in Linvale (exibido pela primeira vez em 8 de novembro de 1963)
- The Jar (exibido pela primeira vez em 14 de fevereiro de 1964)
- Behind the Locked Door (exibido pela primeira vez em 27 de março de 1964
- Body in the Barn (exibido pela primeira vez em 3 de julho de 1964)
- Change of Address (exibido pela primeira vez em 12 de outubro de 1964)
- Water's Edge (exibido pela primeira vez em 19 de outubro de 1964)
- The Life Work of Juan Diaz (exibido pela primeira vez em 26 de outubro de 1964)
- The McGregor Affair (exibido pela primeira vez em 23 de novembro de 1964)
- Misadventure (exibido pela primeira vez em 7 de dezembro de 1964)
- Consider Her Ways (exibido pela primeira vez em 28 de dezembro de 1964)
- Where the Woodbine Twineth (exibido pela primeira vez em 11 de janeiro de 1965)
- An Unlocked Window (exibido pela primeira vez em 15 de fevereiro de 1965)
- Wally the Beard (exibido pela primeira vez em 1 ° de março de 1965)
- Death Scene (exibido pela primeira vez em 8 de março de 1965)

## Partituras de rádio

### Melodramas
Estas obras são para narrador e orquestra completa, destinadas a serem transmitidas por rádio (uma vez que uma voz humana não seria ouvida com o volume total de uma orquestra). Em uma transmissão de 1938 do Columbia Workshop, Herrmann distinguiu "melodrama" de "melodrama" e explicou que essas obras não fazem parte do primeiro, mas do último. As obras de 1935 foram compostas antes de junho de 1935.
- La Belle Dame Sans Merci (September 1934)
- The City of Brass (December 1934)
- Annabel Lee (1934–1935)
- Poem Cycle (1935):
  - The Willow Leaf
  - Weep No More, Sad Fountains
  - Something Tells
- A Shropshire Lad (1935)
- Cynara (June 1935)

### Música incidental para programas de rádio e dramas
- Palmolive Beauty Box (c. 1935) (2 pistas existentes)
- Dauber (outubro de 1936)
- Rhythm of the Jute Mill (dezembro de 1936)
- Os Deuses da Montanha (1936)
- A Christmas Carol (1954, um especial da CBS-TV, após Dickens)
- A Child Is Born (1955, um especial de TV apresentado por Ronald Reagan com os cantores Nadine Conner e Theodor Uppman)
- Brave New World (1956)

## Obras de palco
- Wuthering Heights: Opera (1951)
- The King of Schnorrers (1968) Comédia musical

## Trabalhos de concerto
- The Forest, poema de tom para grande orquestra (1929)
- November Dusk, poema de tom para grande orquestra (1929)
- Tempest and Storm: Furies Shrieking!,, para piano (1929)
- The Dancing Faun and The Bells, duas canções para voz média e pequena orquestra de câmara (1929)
- Requiescat, violino e piano (1929)
- Crepúsculo, violino e piano (1929)
- March Militaire (1932), música de balé para Americana Revue (1932)
- Ária para flauta e harpa (1932)
- Variações de "Deep River" e "Water Boy" (1933)
- Prelude to Anathema, para quinze instrumentos (1933)
- Silent Noon, para quatorze instrumentos (1933)
- The Body Beautiful (1935), música da peça da Broadway
- Nocturne and Scherzo (1935)
- Sinfonietta for Strings (1935)
- Currier e Ives, suíte (1935)
- Concerto para violino, inacabado (1937)
- Moby Dick, cantata (1937)
- Johnny Appleseed, cantata inacabada (1940)
- Symphony No. 1 (1941)
- The Fantasticks (1942)
- The Devil and Daniel Webster, suíte (1942)
- For the Fallen (1943)
- Welles Raises Kane (1943)
- Echoes, quarteto de cordas (1965)
- Souvenirs de Voyage (1967)